# Торрекузо
Торрекузо (итал. Torrecuso) — коммуна в Италии, располагается в регионе Кампания, подчиняется административному центру Беневенто.
Население составляет 3518 человек, плотность населения составляет 135 чел./км². Занимает площадь 26 км². Почтовый индекс — 82030. Телефонный код — 0824.
Покровителями коммуны почитаются святой Либератор и святой Эразм. Праздник ежегодно празднуется 15 мая.